# GLAAD Media Awards 2008
La 19ª edizione dei GLAAD Media Awards si è tenuta nel 2008. Le cerimonie di premiazione hanno avuto luogo al Marriot Marquis di New York il 17 marzo, al Kodak Theatre di Los Angeles il 26 aprile e al San Francisco Marriot di San Francisco il 10 maggio.

## New York
Excellence in Media Award
- Judy Shepard

Vito Russo Award
- Brian Garden

Riconoscimento Speciale
- BET J (canale via cavo)

Miglior film della grande distribuzione
- Stardust
- Il club di Jane Austen
- Across the Universe

Miglior film della piccola distribuzione
- The Bubble
- Dirty Laundry
- Itty Bitty Titty Committee
- Curry, amore e fantasia
- Whole New Thing

Miglior documentario
- For the Bible Tells Me So
- Camp Out
- Cruel and Unusual: Transgender Women in Prison
- Freddie Mercury: Magic Remixed
- Small Town Gay Bar

Miglior serie Daytime drammatica
- Così gira il mondo
- La valle dei pini

Miglior episodio serie TV
- "Un piccolo torero", Boston Legal
- "Liberi di essere “noi”", Kyle XY
- "Guerra fra bande"', My Name is Earl
- "Strano suicidio", Cold Case
- "Il peccato", Law & Order - Unità vittime speciali

Miglior cantante
- Rufus Wainwright, Release the Stars
- Bloc Party, A Weekend in the City
- The Clicks, Snakehouse
- Melissa Etheridge, The Awakening
- Patrick Wolf, The Magic Position

## Los Angeles
Vanguard Award
- Janet Jackson

Stephen F. Kolzak Award
- Rufus Wainwright'

Pioneer Award
- Herb Ritts

Miglior serie commedia
- Ugly Betty
- Desperate Housewives
- Exes and Ohs
- The Sarah Silverman Program
- The War at Home

Miglior serie drammatica
- Brothers & Sisters
- Dirty Sexy Money
- The L Word
- Greek - La confraternita
- Degrassi: The Next Generation

Miglior reality show
- Kathy Griffin: My Life on the D-List
- Trading Spouses
- Project Runway
- Who Wants to Be a Superhero?
- Work Out

## San Francisco
Davidson/Valentini Award
- Ilene Chaiken

Golden Gate Award
- James Schamus

Vanguard Award
- Sharon Stone

Pioneer Award
- David Mixner

Riconoscimento Speciale
- Theatre Rhinoceros

Miglior film per la televisione
- The DL Chronicles
- Daphne
- The State Within - Giochi di potere

Miglior episodio talk show
- "Born in the Wrong Body", The Oprah Winfrey Show
- "Gay Around the World", The Oprah Winfrey Show
- "Gay Athletes & Rappers: It's Not In to Be Out", The Tyra Banks Show
- "Growing Up Intersex", The Oprah Winfrey Show
- "Transgender Kids", The Tyra Banks Show